# Hegyi földigalamb
A hegyi földigalamb (Geotrygon montana) a madarak osztályának galambalakúak (Columbiformes) rendjéhez és a galambfélék (Columbidae) családjához tartozó  faj.

## Rendszerezése
A fajt Carl von Linné svéd természettudós írta le 1758-ban, a Columba nembe Columba montana néven.

## Alfajai
- Geotrygon montana martinica (Linnaeus, 1758) - a Kis-Antillák szigetei
- Geotrygon montana montana (Linnaeus, 1766) - a Nagy-Antillák, valamint Mexikótól délre Argentína északkeleti részéig és Trinidad [2]

## Előfordulása
Mexikó, Antigua és Barbuda, Argentína, Barbados, Belize, Bolívia, Brazília, a Kajmán-szigetek, Kolumbia, Costa Rica, Kuba, a Dominikai Közösség, a Dominikai Köztársaság, Ecuador, Salvador, Francia Guyana, Grenada, Guadeloupe, Guatemala, Guyana, Haiti, Honduras, Jamaica, Martinique, Montserrat, Nicaragua, Panama, Paraguay, Peru, Puerto Rico, Saint Kitts és Nevis, Saint Lucia, a Saint Vincent és a Grenadine-szigetek, Suriname, Trinidad és Tobago, Venezuela és az Amerikai Virgin-szigetek területén honos, valamint az Amerikai Egyesült Államokban kóborló. 
Természetes élőhelyei a szubtrópusi vagy trópusi lombhullató erdők, síkvidéki és hegyi esőerdők, valamint ültetvények.

## Megjelenése
Testhossza 19–28 centiméter, a testtömege 85–150 gramm. Szárnyán fehér tükör található.

## Életmódja
Tápláléka nagyrészt magvakból és gyümölcsökből áll, de rovarokat is fogyaszt, melyeket a talajon gyűjt össze.

## Szaporodása
Fészekalja 2 színes tojásból áll, melyet alacsony bokrokra készít vagy akár a talajra is.

## Természetvédelmi helyzete
Az elterjedési területe rendkívül nagy, egyedszáma viszont csökken, de még nem éri el a kritikus szintet. A Természetvédelmi Világszövetség Vörös listáján nem fenyegetett fajként szerepel.